# گمینا تژچیانکا
گمینا تژچیانکا (به لهستانی:  Gmina Trzcianka) یک گمینا در لهستان است که در شهرستان چارنکوو-تژچیانکا واقع شده‌است. گمینا تژچیانکا ۳۷۵٫۳۳ کیلومتر مربع مساحت و ۲۳٬۴۸۲ نفر جمعیت دارد.